# レディ・A

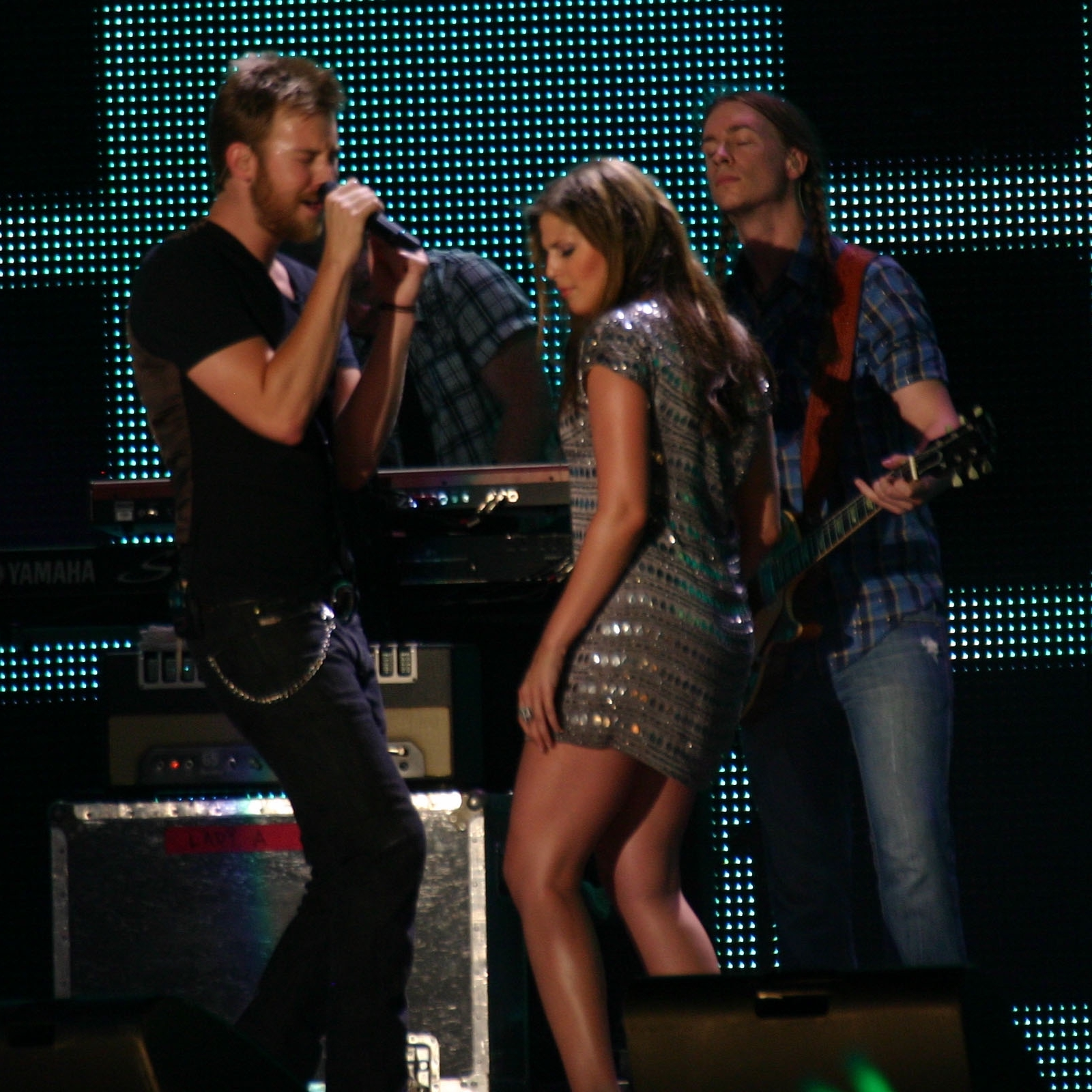
2008年

レディ・A（英: Lady A）は、アメリカ合衆国テネシー州出身のカントリーミュージックグループである。
2020年6月にバンド名をレディ・アンテベラム（英: Lady Antebellum）から変更した。

## メンバー
- ヒラリー・スコット（Hillary Scott）ボーカル
- チャールズ・ケリー（Charles Kelley）ボーカル
- デイヴ・ヘイウッド（Dave Haywood）コーラス・ギター・ピアノ

## 来歴
2006年にテネシー州ナッシュヴィルにて結成。「アンテベラム」とは「アメリカ南北戦争以前」という意味。彼らがテネシー州フランクリンを訪れた時に「アンテベラム・ホーム」と呼ばれる古い家々に感銘を受け、「アンテベラム」の前に語呂の良かった「レディ」を付けてグループ名にした。
2007年、シングル“Love Don't Live Here”で全米デビューは果たし、2008年4月に米ファースト・アルバム『Lady Antebellum』で全米アルバム・デビュー、全米アルバム・チャート(Billboard 200)にて4位を記録する。第51回グラミー賞にて2部門でノミネートされる。
2009年8月、米2ndアルバム『Need You Now』の1stリード・シングルとして“Need You Now”をリリース。初の受賞も果たした第52回グラミー賞にて実演も果たし、全米シングル・チャート(Billboard Hot100)にて最高位2位を記録する。
2010年1月に米2ndアルバム『Need You Now』が発売され、発売初週に48万1千枚の初動を記録する。これはスーザン・ボイルが初週セールス70万1千枚を記録した昨年11月以降での最大のアルバム初動であり、カントリー・アルバムとしては、テイラー・スウィフト『フィアレス』が初週セールス59万2千枚を記録した2008年11月以降での最大のアルバム初動でもある。2週目に20万9千枚売れ、全米アルバム・チャート(Billboard 200)2週連続1 位を記録する。3週にも20万8千枚売れ、2010年アメリカで最初に100万枚セールスを突破したアルバムとなった。全米アルバム・チャート（Billboard 200）にて4週1位を記録する。アメリカでの大きな成功を受けて、2010年5月にインターナショナル・デビューを予定している。日本では『ニード・ユー・ナウ　～いま君を愛してる』という邦題がついている。2011年2月13日に開かれた第53回グラミー賞では6部門にノミネートされ、5部門（Best Country Album, Record of the Year, Song of the Year, Best Country Performance by a Duo or Group with Vocal,Best Country Song）で受賞した。
2011年9月14日に発売されたアルバム『夢の貴婦人』に収録されている『ジャスト・ア・キス～幸せの予感』が2011年10月から2012年3月までテレビ東京系列で2年半ぶりに復活した『水曜ミステリー9』のエンディングテーマに起用された。
2020年6月11日、バンド名を「レディ・A」に改名することを発表した。南北戦争では南部の州が奴隷制の維持を目的にそれを廃止しようとする北部の州と戦った背景があり、アンテベラムには南部の文化を懐かしむという響きを持ち、その中に奴隷制が含まれていた。アメリカで2020年に起きたジョージ・フロイドの死をきっかけとした人種差別への抗議デモを受けて改名に至った。

## ディスコグラフィ

### アルバム
| 2008                                      | Lady Antebellum | - 発売日: 2008年4月15日 - レーベル: Capitol Nashville - フォーマット: CD, digital download - 全米売上: 182.6万枚  | 4 | — | — | —  | —  | —  | —  | 191 | - US: 2× プラチナ - CAN: プラチナ - UK: シルバー                                   |
| 2010                                      | Need You Now    | - 発売日: 2010年1月26日 - レーベル: Capitol Nashville - フォーマット: CD, digital download - 全米売上: 368.8万枚  | 1 | 5 | 1 | 11 | 4  | 1  | 10 | 8   | - US: 4× プラチナ - AUS: プラチナ - CAN: 3× プラチナ - NZ: プラチナ - UK: プラチナ |
| 2011                                      | Own the Night   | - 発売日: 2011年9月13日 - レーベル: Capitol Nashville - フォーマット: CD, digital download - 全米売上: 178万枚    | 1 | 5 | 1 | 18 | 25 | 2  | 8  | 4   | - US: プラチナ - AUS: プラチナ - CAN: プラチナ - UK: ゴールド                      |
| 2013                                      | Golden          | - 発売日: 2013年5月6日 - レーベル: Capitol Nashville - フォーマット: CD, digital download - 全米売上: 55.4万枚    | 1 | 8 | 2 | 10 | 76 | 26 | 14 | 7   | - US: ゴールド - CAN: ゴールド                                                     |
| 2014                                      | 747             | - 発売日: 2014年9月30日 - レーベル: Capitol Nashville - フォーマット: CD, digital download - 全米売上: 28.5万枚   | 2 | 4 | 3 | 21 | 78 | 22 | 24 | 12  | - CAN: ゴールド                                                                    |
| 2017                                      | Heart Break     | - 発売日: 2017年7月9日 - レーベル: Capitol Nashville - フォーマット: CD, LP, digital download - 全米売上: 4.7万枚 | 4 | 6 | 6 | 44 | 64 | —  | 18 | 14  |                                                                                    |
| "—"は未発売またはチャート圏外を意味する。 |                 | |   |   |   |    |    |    |    |     |                                                                                    |